# Pasir (Palasah)
Pasir is een bestuurslaag in het regentschap Majalengka van de provincie West-Java, Indonesië. Pasir telt 2557 inwoners (volkstelling 2010).